# She's Out of Her Mind
«She's Out of Her Mind» —en español: «Ella está demente»— es una canción de la banda de rock estadounidense Blink-182, incluida en su séptimo álbum de estudio, California el cual fue lanzado como el segundo sencillo el 1 de agosto de 2016.
El videoclip es un homenaje o remake del icónico vídeo de «What's My Age Again?», pero con celebridades femeninas de internet corriendo desnudas en lugar de los miembros de la banda.

## Producción
La canción fue originalmente titulada "Orange County Girl" y se reunieron temprano en el proceso de grabación. De acuerdo con el productor John Feldmann, "Queríamos escribir un clásico, obviedad de canción de pop-punk: Tono mayor, diversión, feliz, clásico". El coro fue el resultado de múltiples reescrituras, con cada proyecto tratando de perfeccionar el coro que le precede. "El resultado final es la combinación de tal vez cuatro o cinco diferentes coros," dijo Hoppus. Se considera que la canción que se trabajó en el más duro al crear el álbum de California, y una "canción aparentemente simple."

## Lista de canciones
- Descarga digital

1. "She's Out of Her Mind" – 2:43